# Гийзър Бътлър
Терънс Майкъл Джоузеф Бътлър (на английски: Terence Michael Joseph Butler), подвизаващ се под псевдонима Гийзър Бътлър (Geezer Butler), е британски бас китарист, роден на 17 юли 1949 в Бирмингам, Англия. Бътлър е един от основателите на легендарната хевиметъл група Black Sabbath. Негови са повечето текстове на песните на групата.

## Биография
В началото на музикалната си кариера Бътлър свири на ритъм китара, преди да хване баса, вдъхновен от басиста на британската група Cream Джак Брус. Първата група на Гийзър Бътлър се нарича Rare Breed (а Бътлър е все още ритъм китарист), към която съвсем скоро се присъедниява вокалистът Джон „Ози“ Озбърн, с когото Бътлър става много добър приятел. По това време се разпада една от успешните бирмингамски ъндърграунд групи – Mythology. Двама от членовете ѝ – китаристът Тони Айоми и барабанистът Бил Уорд – отправят оферта към Бътлър да се присъедини към тях с цел сформиране на нова рок група. Бътлър приема, като води със себе си приятеля си Ози за вокалист. Към четиримата се присъединяват още един китарист и един саксофонист, а групата получава името Polka Tulk Blues Band. Малко по-късно вторият китарист и саксофонистът напускат поради различия в стиловите предполчитания, а групата е прекръстена на Earth и впоследствие на Black Sabbath, след като една вечер, гледайки филм на ужасите по новела на любимия на Бътлър писател фантаст и оклултист Денис Уетли, Ози се обръща към басиста с думите: „Щом хората си плащат да гледат страшни филми, защо да не си плащат да слушат и страшна музика“. В резултат в следващите няколко албума Бътлър написва поредица от мрачни песни с окултна тематика, първата от които е едноименната „Black Sabbath“, дала името на групата (и отново повлияна от Денис Уетли). С това, заедно с иновативните тежки рифове на китариста Айоми, на практика се слага началото на метъла, такъв какъвто го познаваме днес.
Бътлър е един от първите басисти, свирещи с по-ниска от стандарната настройка и е пионер в използването на "Wah-wah" ефекта (например в бас солото преди песента N.I.B.). Текстовете на Гийзър са повлични от теми като религията, научната фантастика, фентъзито, тъмната страна на човешката природа, както и заплахите от глобално унищожение. Песни като "War Pigs", "Paranoid", "Into the Void", "Sabbath bloody Sabbath" разкриват тези теми и стават еталон в света на метъл музиката. През лятото на 1977 г. закратко е уволнен от групата, тъй като по мнение на останалите членове, приносът му е малък. Въпреки това скоро Гийзър се завръща на репетиции, тъй като няма други музикални проекти.
Бътлър е неизменен член на групата до 1979 година. Напуска закратко поради тежък развод, но се завръща преди издаването на Heaven and Hell – първия албум на Сабат с вокалист Рони Джеймс Дио. Участва и в албумите "Mob Rules" и "Born Again" (с вокал Иън Гилън). През 1984 г. окончателно напуска Black Sabbath и основава своя група, наречена Geezer Butler Band, която обаче не записва нито един студиен албум. Някои от песните, написани за този проект, са включени по-късно в албума на Блек Сабат "Dehumanizer" (песните "Computer God" и "Master of Insanity").
През 1988 година се присъединява към соловия проект на приятеля си Ози Озбърн за турнето в подкрепа на албума "No Rest for the Wicked". През 1991 година все пак се завръща в Black Sabbath. Участва в записите на албумите „Dehumanizer“ и "Cross Purposes". През 1995 г. участва в записите на албума на Ози Озбърн "Ozzmosis".
Същата година сформира собствена група, носеща името G/Z/R. Стилът е повлиян от модерните през 90-те години течения индъстриъл и груув метъл. Първият албум на формацията е „Plastic Planet“, последван от „Black Science“ през 1997. През 2005 излиза третият му албум „Ohmwork“. G/Z/R записват песни за видеоиграта Mortal Kombat и сериала "Dog the Bounty Hunter".
От 1997 до 2017 г. отново е част от Блек Сабат. Групата се събира в първоначалния си състав и издава концертния албум "Reunion". След като плановете за нов албум на Сабат пропадат, през 2006 г. Бътлър се включва в Heaven and Hell – група, събрала състава на Сабат от албумите „Mob Rules“ и „Dehumanizer“. Формацията издава един албум през 2009 г. – "The devil you know". През 2013 г. Блек Сабат записва последния си студиен албум, озаглавен – "13".
Между 2018 и 2019 г. е част от супергрупата Deadland Ritual. През 2023 г. обявява, че слага край на концертната си дейност. През 2025 г. Гийзър участва в прощалния концерт на Блек Сабат "Back to the beginning".

## Солова дискография
- Plastic Planet (1995)
- Black Science (1997)
- Ohmwork (2005)